# Tułowice (przystanek kolejowy)
Tułowice – przystanek osobowy, a wcześniej stacja kolejowa w mieście Tułowice, w województwie opolskim, w powiecie opolskim, w gminie Tułowice, w Polsce.
W 2021 nieczynny budynek dworca został odremontowany. W 2023 otwarto w nim Muzeum Ceramiki "Tułowice poKolei".

## Ruch pasażerski
| Rok  | Wymiana pasażerska na dobę |
| ---- | -------------------------- |
| 2017 | 300-499                    |
| 2022 | 500-699                    |